# Permanente portefeuille

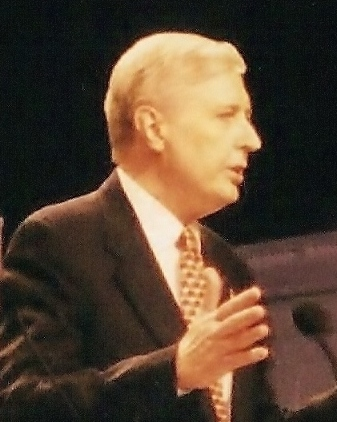
Harry Browne

De permanente portefeuille is een beleggingsconcept van de Amerikaanse beleggingsadviseur Harry Browne (1933-2006). In zijn boek Fail-safe Investing beschreef hij een simpele manier van beleggen die hij de permanente portefeuille noemde. Omdat wanneer deze portefeuille eenmaal is samengesteld, de beleggingsmix nooit meer hoeft te worden veranderd. De asset mix bestaat uit vier onderdelen:
- 25% Cash
- 25% Obligaties
- 25% Goud
- 25% Aandelen

De portefeuille is bedoeld om het belegde vermogen te beschermen tegen iedere gebeurtenis. Inclusief een calamiteit die verwoestend zou uitpakken voor een individueel element in de portefeuille. Volgens Harry Browne zou deze portefeuille bescherming bieden tegen ieder mogelijk toekomstig onheil. Tijdens een recessie biedt cash een veilige haven. Obligaties doen het goed tijdens deflatie. Goud beschermt tegen (hyper)inflatie. En aandelen performen goed tijdens hoogconjunctuur.   
In feite is de permanente portefeuille een manier van gespreid beleggen, waarbij alleen de vaste verhouding tussen de verschillende assets bewaakt hoeft te worden (herbalanceren). Het idee erachter is dat de verschillende assets zo min mogelijk correlatie met elkaar hebben. Sinds 1972 heeft deze beleggingsmix met gemiddeld 9,8% rendement per jaar (in de VS) goed gepresteerd. Een 100% aandelenportefeuille (S&P 500 index) heeft het met 9,4% per jaar in dezelfde periode ongeveer hetzelfde gedaan. Maar de permanente portefeuille behaalde dit rendement met veel minder uitschieters naar boven en beneden. De volatiliteit van de permanente portefeuille is slechts 1/4 van de S&P 500 index.
Er is ook kritiek op de permanente portefeuille. Critici wijzen erop dat in de toekomst bij een sterk stijgende rente zowel de aandelen als de obligaties verlies zullen maken. Waarbij het de vraag is of goud dit verlies kan compenseren.